# Fabius (ville, New York)
Pour les articles homonymes, voir Fabius.
Ne doit pas être confondu avec Fabius (village, New York).
Fabius est une ville du comté d'Onondaga, dans l'État de New York, aux États-Unis,. En 2010, elle comptait une population de 1 964 habitants.

## Démographie
Lors du recensement de 2010, la ville comptait une population de 1 964 habitants. Elle est estimée, en 2016, à 1 960 habitants.